# Doni (football)
Pour les articles homonymes, voir Doni.
Alexandre Marangon Donieber, plus connu sous le nom de Doni, est un footballeur brésilien né à Jundiaí le 22 octobre 1979.

## Biographie

### Débuts au Brésil
Doni naît en 1979. Ce grand gaillard d'un mètre quatre-vingt quatorze comprend vite que, étant donné sa stature, le poste de gardien de but est le plus approprié pour lui. Il est repéré par le club brésilien de Botafogo, qui le forme. Il y joue jusqu'en 2001, mais ne compte néanmoins aucune apparition avec l'équipe professionnelle. 
Il commence  donc réellement sa carrière au Brésil aux Corinthians de Sao Paulo avec qui il remporte deux fois le Championnat Paulista (2001 et 2003). Il y dispute 59 matchs officiels, toutes compétitions confondus, en deux saisons.
En 2003, il ressent le besoin de changer d'air, et signe donc aux Santos FC. Dans l'ancien club de Pelé, il ne dispute en une saison aucune rencontre, et c'est pourquoi il quitte le club en 2004 pour Cruzeiro. Il y dispute six matchs. L'année suivante, il change à nouveau de club, et signe à la Juventude. Cette année sera plus prolifique pour lui, et il  dispute 22 rencontres officielles.

### L'Europe et la sélection
Ses bonnes performances au Brésil lui permettent d'être repéré par le club italien de l'AS Roma. C'est dans ce club qu'il passe l'essentiel de sa carrière. Il réalise des performances de bonnes facture, et s'impose petit à petit comme titulaire indiscutable. Ses performances avec la Roma lors de la saison 2006 - 2007, notamment en huitièmes de finale de la Ligue des champions contre l'Olympique lyonnais, ainsi qu'une victoire en coupe d'Italie, lui ouvrent les portes de la sélection brésilienne et ce malgré les 7 buts qu'il encaisse la même saison à Old Trafford en quarts de finale de la Ligue des champions. Cependant, l'éviction de Luciano Spalletti et l'arrivée de Claudio Ranieri le pousse sur le banc, au profit de Julio Sergio Bertagnoli en 2009. Il vivra mal ce passage, et montra encore du ressentiment plusieurs années plus tard. Entre-temps, il dispute et remporte la Copa América 2007 en tant que titulaire dans les buts brésiliens. Malgré ces différents, il reste dans le club italien jusqu'en 2011. Il le quitte après avoir disputé exactement 200 matchs toutes compétitions confondues.
Il signe alors au Liverpool Football Club, pour évoluer en tant que numéro un bis ou numéro deux. Il n'y dispute que quatre matchs en deux ans. Le 31 janvier 2013, il quitte Liverpool, où il était en concurrence avec le portier espagnol Pepe Reina, pour retourner au Brésil au Botafogo.

### Fin de carrière difficile
De retour au Brésil, il ne reste qu'une saison à Botafogo. Il n'y dispute d'ailleurs aucun match officiel. Le 12 août 2013, il met un terme à sa carrière en raison de problèmes cardiaques. Alexandre Marango Donieber aura disputé 265 matchs en club et 10 en sélection dans sa carrière.

## Palmarès
- 10 sélections en équipe du Brésil depuis l'année 2007
- Vainqueur de la Copa América 2007 avec le Brésil
- Vainqueur de la Coupe d'Italie en 2007 et 2008 avec l'AS Rome
- Vainqueur de la Supercoupe d'Italie en 2007 avec l'AS Rome
- Champion du Brésil en 2004 avec Santos
- Vainqueur de la Coupe du Brésil en 2002 avec les Corinthians
- Vainqueur du Tournoi Rio-São Paulo en 2002 avec les Corinthians
- Vainqueur du Championnat Paulista en 2001 et 2003 avec les Corinthians
- Vainqueur de la Coupe de la Ligue anglaise de football 2011-2012 avec Liverpool